# 현인황후
현인황후 위씨(顯仁皇后 韋氏, 1080년 12월 8일(음력 10월 25일) ~ 1159년 11월 1일(음력 9월 20일))는 북송 휘종(徽宗)의 후비이며, 남송의 황태후이다. 남송을 건국한 고종(高宗)의 생모이다. 위귀비, 위현비(韋賢妃)라고도 한다. 고종에 의해 황후로 추존되었다.

## 생애
휘종의 후궁이며 휘종이 즉위하기 전 단왕(端王)이었을 때, 단왕의 시녀였다. 위씨가 시녀였을 때, 같이 시녀로 있던 교씨(喬氏)와 의자매처럼 막역하게 지냈는데, 이후 교씨는 휘종의 총애를 받아 귀비에 책봉되었다. 하루는 교귀비가 휘종에게 위씨를 추천하였고, 위씨는 휘종과의 사이에서 훗날 남송의 초대 황제가 되는 강왕(康王) 조구(趙構)를 낳았다. 현비(賢妃)에 책봉되었지만 휘종의 총애를 받지 못하였다.
1126년, 금나라의 침공이 격화되고 위기상황이 닥치자 아들인 강왕 조구가 금나라와의 화의를 위해 스스로 인질을 자처하였고, 흠종은 기뻐하며 강왕의 생모인 현비 위씨를 위로하기 위해 위씨에게 용덕궁을 하사하였다.
1127년 정강의 변이 발생하고 금나라 군에 의해 수도 개봉이 함락되면서 북송은 멸망하고, 위씨를 비롯한 황제와 황족들은 금나라로 끌려갔다. 그 사이 아들 강왕이 강남에서 즉위하여 송나라의 명맥을 간신히 이었다. 고종은 어머니 위현비를 선화황후(宣和皇后)로 추숭하였다. 금나라로 끌려간 위씨는 다른 여성 황족들과 마찬가지로 세의원에 들어갔다.
1142년 남송과 금나라 사이에 화의가 맺어지면서 강화 조건으로 남송으로 송환되었다. 그녀가 송환되기 전 흠종은 눈물을 흘리며 위씨에게 자신을 남송으로 보내줄 것을 고종에게 전달해달라고 하였다. 하지만 흠종이 송환되었을 시에, 아들 고종의 지위가 위태롭다고 여기고 이에 침묵하였다.
한편 금나라에서 탈출하여 남송으로 온 휘종의 20황녀인 유복공주(柔福帝姬)를 자처하는 여인이 나타났고, 고종은 유일하게 남은 혈육에게 극진한 대우를 하였다. 유복공주는 약 12년간 고종의 배려로 풍족한 생활을 하였는데, 남송으로 송환된 위현비가 고종에게 '유복공주는 금나라에서 이미 죽었다'고 말하였고, 가짜 유복공주는 황족을 사칭하고 황실을 능멸한 죄로 처형당했다.
남송으로 돌아온 위씨는 황태후로 추앙받으며 윤택한 노후를 보냈고, 1159년 음력 9월, 80세의 나이로 사망하였다. 말년에 병을 앓아 양쪽 눈의 시력을 잃었다. 사후 '현인(顯仁)'의 시호를 받고 황후로 추존되었다.

## 가계

### 부모
- 아버지 : 노왕 위안례(魯王 韋安禮)
- 어머니 : 익국부인 송씨(益國夫人 宋氏)

### 남편
- 휘종(徽宗, 1082년 ~ 1135년) : 북송의 제8대 황제

### 자녀
- 고종(高宗) 조구(趙構, 1107년 ~ 1187년) : 남송의 초대 황제